# Línea de bajo
Una línea de bajo es la sucesión de las notas más graves de un pasaje o composición. Cumple una función de soporte al resto de los elementos y establece la base de la progresión armónica. En la música popular la línea de bajo suele ser ejecutada por el bajo eléctrico o el contrabajo, pero otros instrumentos como la tuba, el trombón o el órgano entre otros, pueden cumplir la misma tarea.

## Géneros y estilos

### Bajo continuo
El bajo continuo (del italiano basso continuo) es una línea de bajo instrumental desarrollada a lo largo de una pieza sobre la que el instrumentista ejecuta una improvisación. El bajo continuo fue una técnica fundamental en la música de los siglos XVII y XVIII, hasta el punto que su particular técnica de notación -el bajo cifrado- se convirtió en la base de la enseñanza de las técnicas de composición y análisis musical hasta los siglos XIX y XX
Ejemplos
- Ejemplo tomado de una obra de Buxtehude. El compositor escribió solamente la parte solista y la voz de bajo.

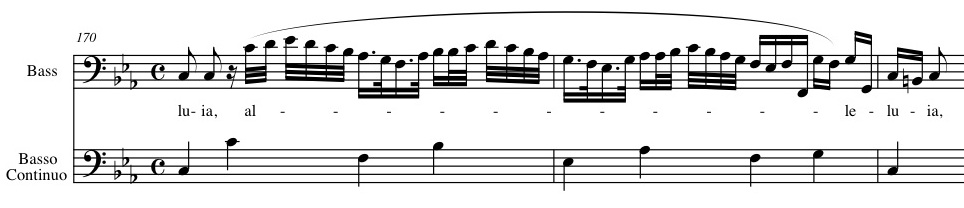

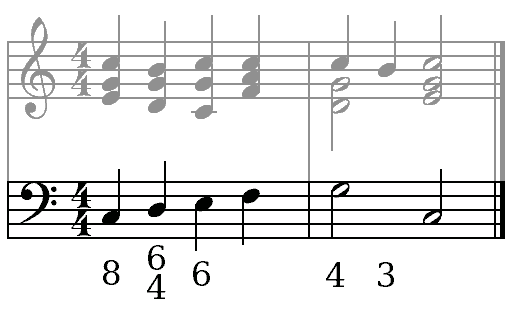

- Bajo cifrado

### Walking bass
El walking bass utiliza una combinación de escalas relativas a la progresión, notas correspondientes al acorde, notas correspondientes al arpegio y notas de paso para delinear la estructura armónica del tema. Para añadir variedad e interés a la línea se suelen utilizar figuras atresilladas, silencios, notas sincopadas o notas muertas. 
Aunque se suele asociar las líneas walking al jazz y al blues, también se suelen utilizar con cierta profusión en otros estilos como el rock, el rockabilly, el ska, el rhythm & blues, el gospel, la música latina, el country u otros géneros.

Ejemplos
- Walking "a dos" sobre un acorde C-7. De uso generalizado en baladas o como acompañamiento para la melodía. Nótese como el bajo emplea un patrón tónica-quinta (C-G)

- Walking "a cuatro" sobre un acorde C-7. Común durante la ejecución del solista o temas rápidos. Nótese cómo el bajo delinea la armonía mediante notas relativas al arpegio (C menor) y a la escala (C dórica):[7]

### Música popular

#### Pop
La música pop se caracteriza por el uso de ritmos y melodías sencillas y un acompañamiento armónico no excesivamente complejo. Los acordes utilizados suelen ser tríadas y los intervalos más utilizados son los de tónica, quinta y tercera, si bien se hace uso frecuente de intervalos de sexta y octava. La combinación de negra con puntillo y corchea, denominada "ritmo clásico" es uno de los patrones rítmicos que los bajistas usan con más frecuencia, y es de uso extensivo en este estilo. 
Ejemplos
- Ritmo clásico, un patrón de uso muy extendido en el pop, el rock, el soul o la música latina, entre otros estilos.

- Línea de bajo sobre una progresión de acordes tríada en la tonalidad de Re Mayor. Nótese el patrón rítmico estándar entre el bajo y el bombo y los fills (rellenos o motivos decorativos) de los compases 2, 4 y 8.

#### Rock
Los músicos de rock suelen utilizar estructuras armónicas similares a las de la música pop, pero la naturaleza diversa de ambos tipos de música requiere una aproximación más agresiva y pesada por parte del bajista en el primer caso. Los bajistas de rock suelen hacer uso con mucha frecuencia de un patrón rítmico conocido en inglés como pumpin' eights, que no es más que el uso en ostinato de la tónica en un patrón rítmico de corcheas
Ejemplo
- Sencilla línea rock sobre power chords, caracterizada por el uso de corcheas y por el énfasis en la  fundamental de cada acorde.

#### Blues
Se pueden distinguir diversas variantes en las líneas de bajo de blues; una de las más conocidas es el shuffle, un patrón rítmico de raíces africanas que se desarrollaría para dar lugar al R&B y, posteriormente, al rock'n'roll, pero que también aparecería en temas de pop muy famosos. El patrón básico de shuffle emplea diversas variantes de tresillos de corcheas, pero existen también shuffles que utilizan notas negras.
Ejemplos
- Blues en A, con el característico patrón rítmico conocido como shuffle, con una línea de bajo no atresillada.

#### Funk
Los bajistas de funk usan una amplia gama de recursos armónicos y técnicas de ejecución, como la extraordinaria técnica de dedos del pionero James Jamerson o el slap, popularizado por Larry Graham. Desde un punto de vista rítmico, la manera más simple de conseguir un feel funky es acentuar los tiempos 1 y 3 del compás, dejando un silencio en los tiempos 2 y 4, agregando progresivamente notas sincopadas para añadir interés y variedad. Desde el punto de vista armónico, muchos bajistas de funk recurren a la tónica para hacer más interesantes sus líneas.
Ejemplos
- Línea funky ejecutada con la técnica de dedos sobre una progresión F7/B♭7 en el estilo de Jaco Pastorius. Nótese el carácter agitado de la línea, el abundante uso de semicorcheas y la utilización de notas correspondientes a los acordes F dominante y B♭ dominante.

- Línea funky ejecutada con la técnica de slap sobre un blues en A. Nótese el carácter percusivo de la técnica y, como en el caso anterior, el uso de semicorcheas y la utilización de notas correspondientes a los acordes de la progresión.

#### Música latina
Existe una enorme cantidad de géneros que podemos agrupar bajo la denominación "Música latina", desde el son montuno hasta el latin jazz, pasando por la bossa nova, el merengue, el mambo o el guaguancó. Desde el punto de vista del bajista, cada estilo tiene sus propias particularidades rítmicas y armónicas, pero un elemento común a casi todos ellos es el tumbao, un patrón que afecta a toda la sección rítmica (bajo, piano, guitarra y percusiones) y que depende estrechamente de la clave, el elemento rítmico que determina la base rítmica del conjunto.
Ejemplos
- Línea de bajo sobre un bolero lento. Desde el punto de vista armónico es destacable el uso del patrón tónica / quinta, similar a las líneas típicas de la bossa nova.

- Línea de bajo sobre una progresión de acordes típicamente latin jazz. Obsérvese el patrón rítmico conocido como tumbao

#### Reggae
Al igual que ocurre con la música latina, podemos identificar un sinfín de subgéneros agrupados generalmente bajo el mismo rótulo, desde el ska hasta el dub, pasando por el rock steady o el roots reggae. Los músicos de reggae han tenido una enorme influencia en la música pop contemporánea, desde el Techno de The Prodigy o Madonna inspirado en la música dub hasta los músicos y DJs de rap.
El bajo juega un importantísimo papel en la música reggae, actuando como un gancho melódico y rítmico que define el carácter del tema. Las líneas estándar de los bajistas de reggae, conocidas como riddims, son composiciones por derecho propio, y, en distintas variantes, son ejecutadas una y otra vez sobre los temas más diversos.
- Línea de bajo reggae sobre una progresión de acordes típicamente pop.

Ejemplos